# 長趾鼬魚
長趾鼬魚（学名：Homostolus acer），又名長趾鼬鳚、鼬魚，为鼬魚科長趾鼬鳚屬下的一个种。該物種主要分佈於西太平洋沿岸，棲息深度為300米至1000米，體長達18.4公分。